# Miechucino (stacja kolejowa)

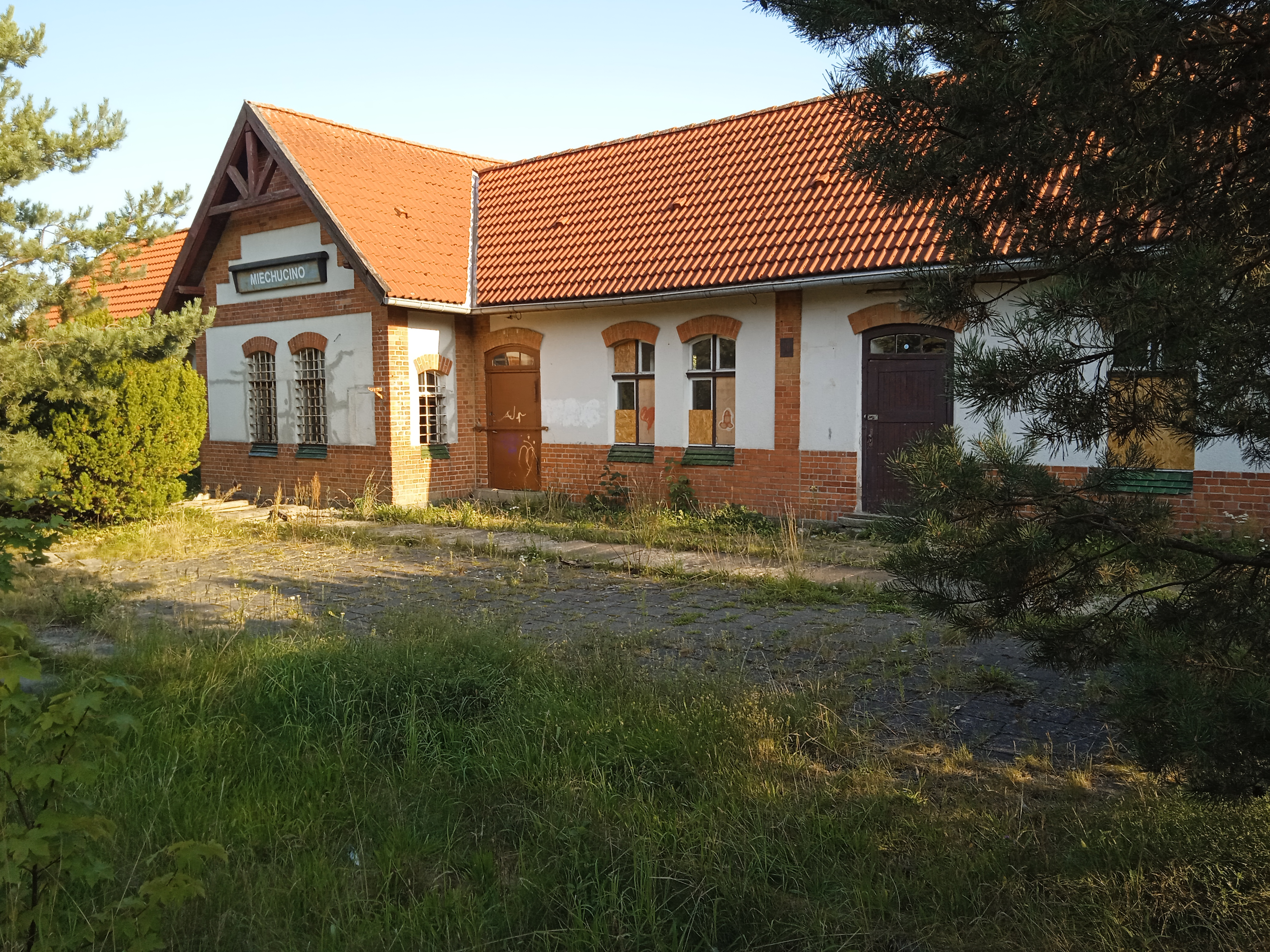
Budynek dworcowy w Miechucinie widziany od strony peronów w sierpniu 2023 roku.

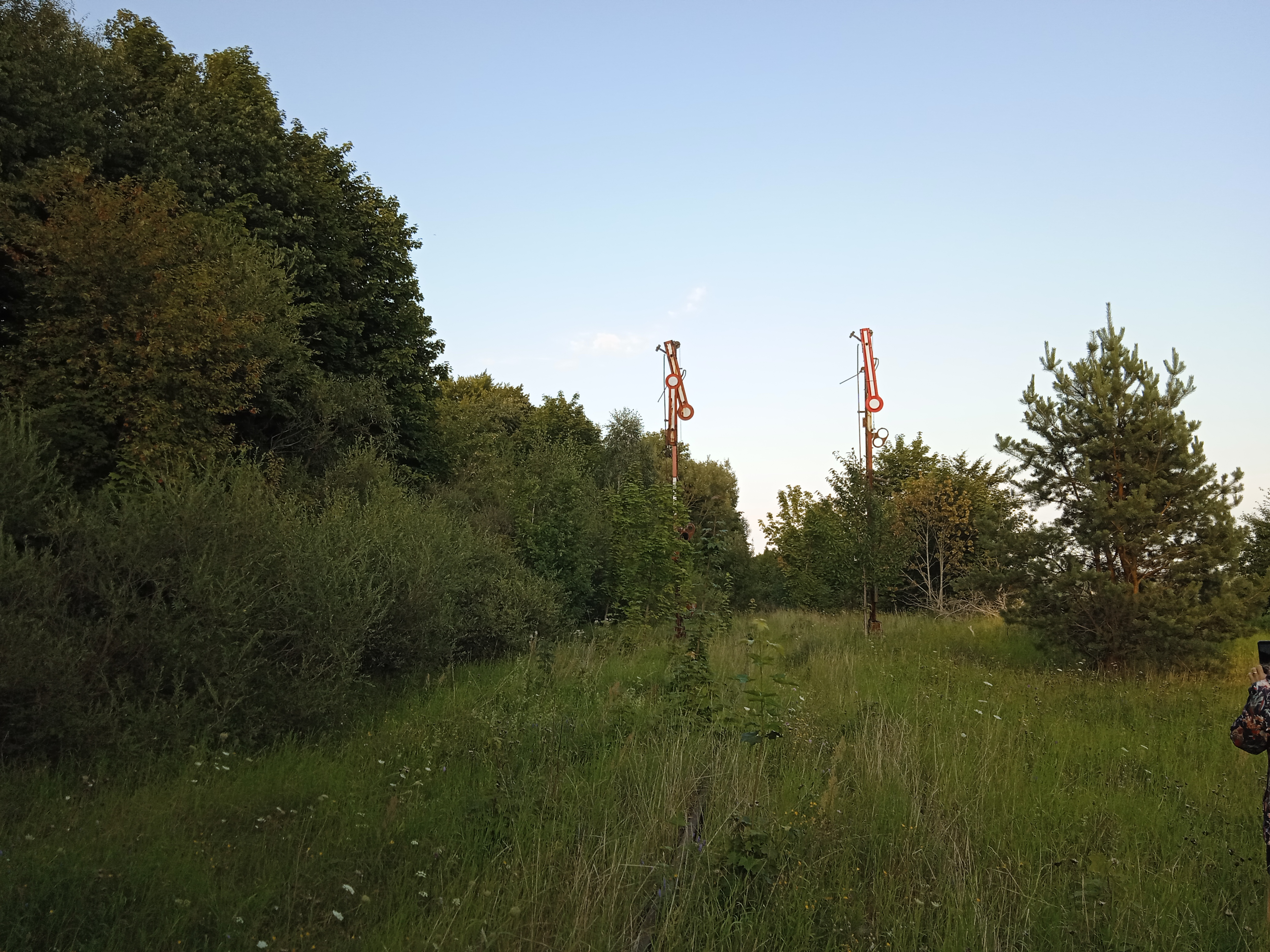
Unieważnione i częściowo zniszczone semafory wyjazdowe w stacji Miechucino.

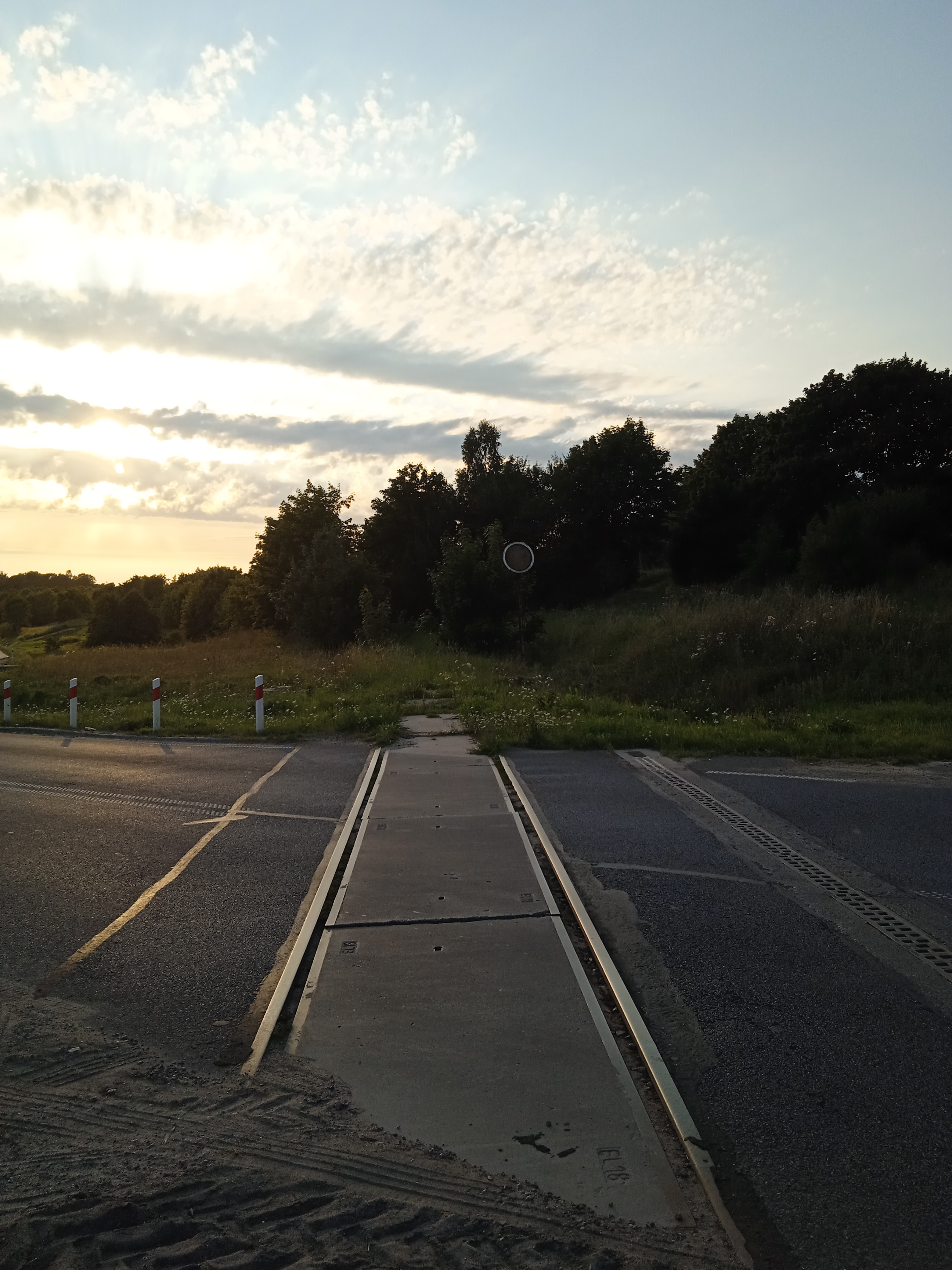
Kształtowa tarcza ostrzegawcza odnosząca się do semafora wjazdowego w Miechucinie, sierpień 2023.

Miechucino – nieczynny przystanek osobowy i ładownia, a dawniej stacja kolejowa w Miechucinie, gminie Chmielno, powiecie kartuskim, województwie pomorskim, Polsce.

## Położenie
Stacja znajduje się w północnej części Miechucina.

## Historia
Kolej dotarła do Miechucina w 1905 roku, kiedy to linię kolejową łączącą Pruszcz Gdański z Kartuzami przedłużono do Lęborka (część obecnej linii kolejowej nr 229).
Z Sieciowego Rozkładu Jazdy Pociągów 96/97 wynika, że przez Miechucino przejeżdżało 6 par pociągów. Ruch został ostatecznie wstrzymany w 23.06.2000 roku kiedy to przestały kursować ostatnie 2 pary pociągów osobowych relacji Kartuzy-Lębork. Ruch pociągów towarowych został wstrzymany w 2005 roku.

## Linia kolejowa
Przez Miechucino przechodzi linia kolejowa nr 229 Pruszcz Gdański - Łeba, która obecnie na odcinku Pruszcz Gdański - Lębork jest zamknięta i nieprzejezdna. Linia jest niezelektryfikowana, normalnotorowa, jednotorowa.

## Infrastruktura

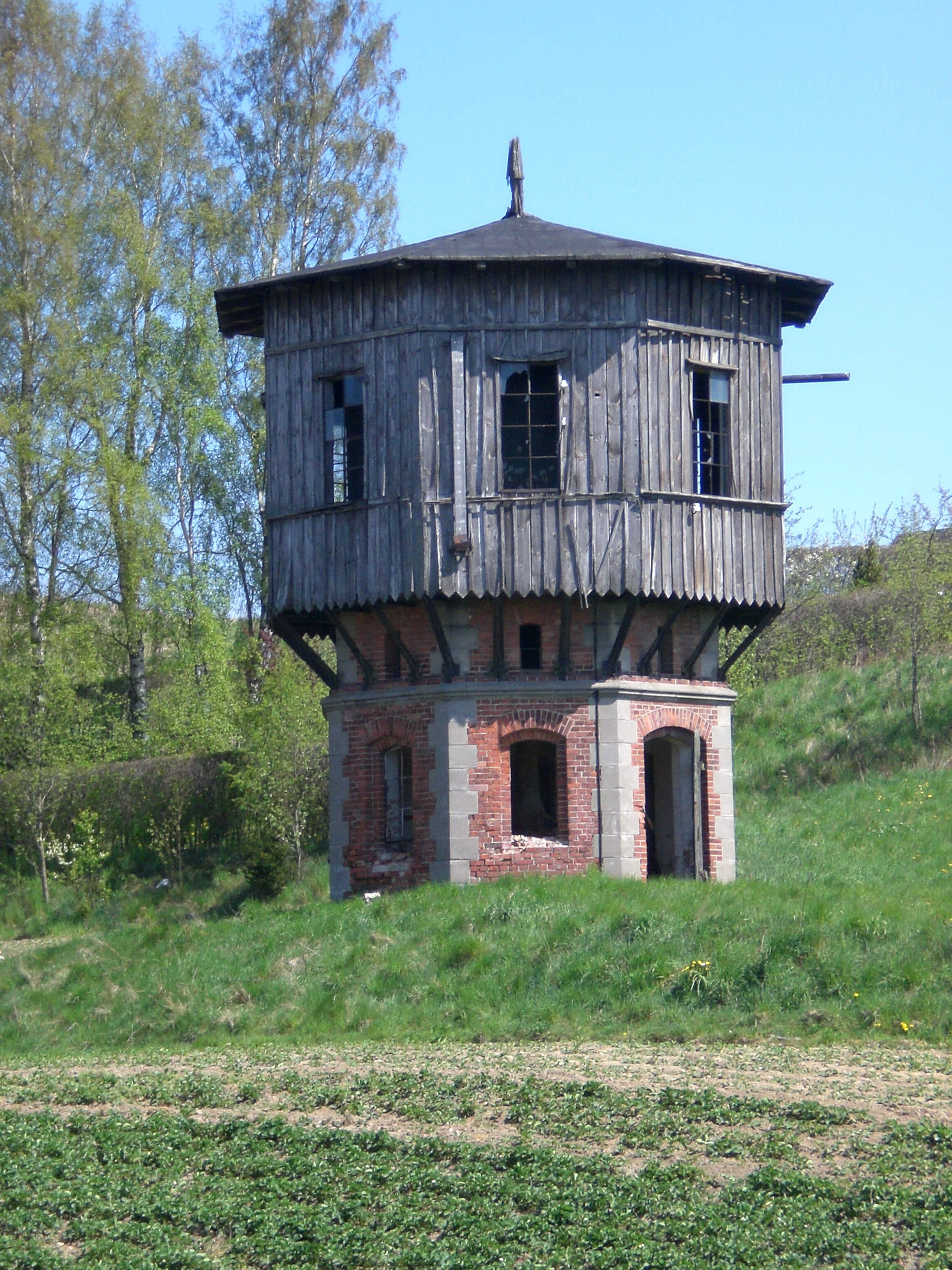
Zabytkowa wieża wodna

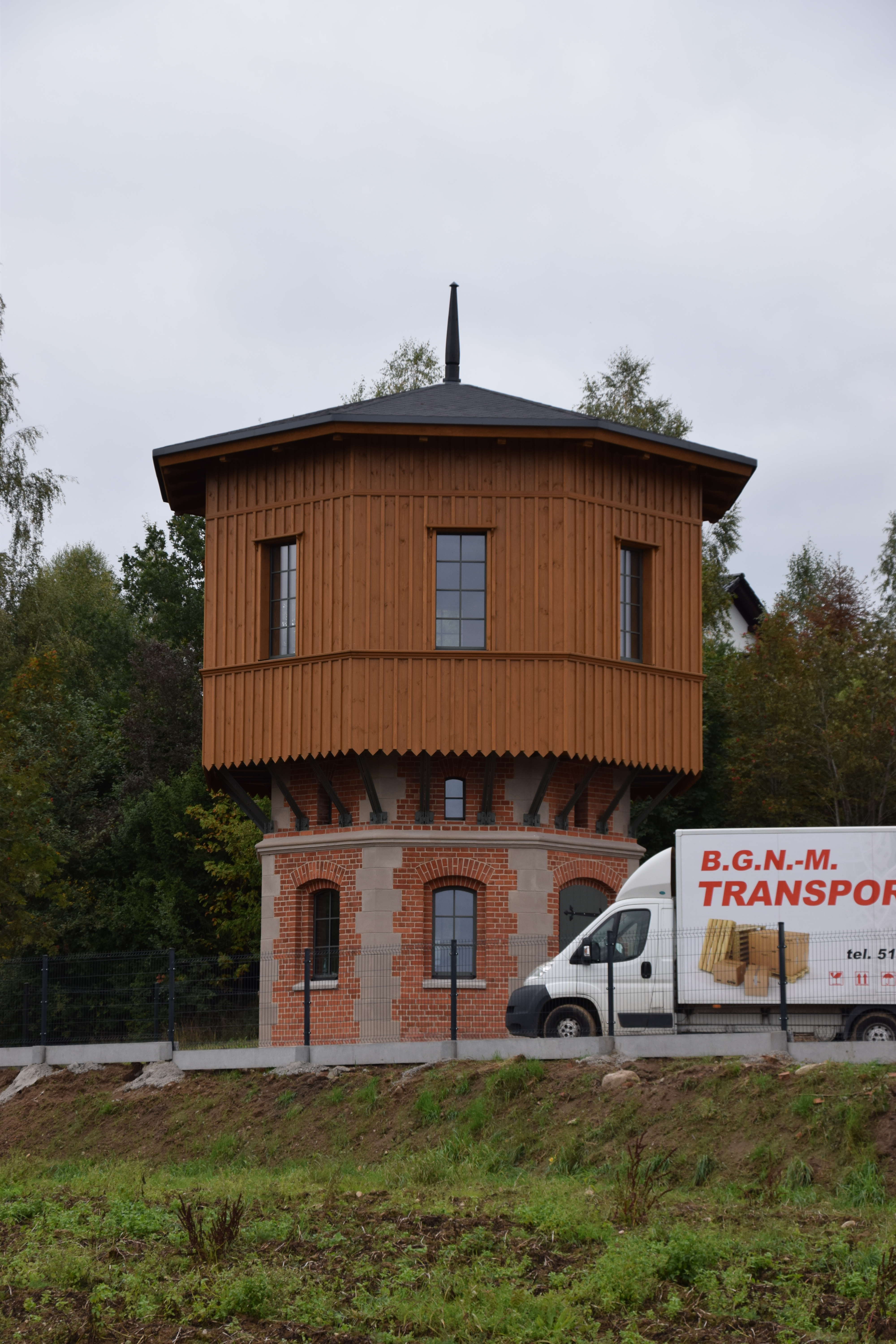
Zabytkowa wieża wodna w trakcie remontu.

Budynek dworca jest parterowy. Ma dach wielospadowy, architektura jest dość nietypowa dla dworców kolejowych, bardziej przypomina wiejski dworek szlachecki. Zabytkowa wieża ciśnień aktualnie stanowi własność prywatną.
Obiekt posiada 2 niskie, niekryte perony i przejścia w poziomie szyn. Nawierzchnia peronów jest pokryta płytami chodnikowymi, lecz jest dość mocno zarośnięta trawą.
Na obu głowicach tej byłej stacji znajdują się nieczynne (unieważnione), zdewastowane semafory kształtowe. Przy przejeździe kolejowo-drogowym w al. Kartuskiej istnieje jeszcze odnosząca się do semafora wjazdowego kształtowa tarcza ostrzegawcza. W wykuszu budynku dworcowego, znajduje się nieczynna, ale zachowana w dobrym stanie nastawnia mechaniczna. Na terenie obiektu znajduje się również żuraw wodny.